# Gottfried Tauber
Gottfried Tauber (* 6. Mai 1766 in Jonaswalde im Herzogtum Sachsen-Altenburg; † 2. September 1825 in Leipzig) war ein deutscher Instrumentenhändler und Optiker.

## Leben

### Familie
Gottfried Tauber war der Sohn des Gutsbesitzers Michael Tauber (* 1709) und dessen Ehefrau Maria (geb. Sachsenröder). Er war verheiratet.

### Ausbildung
Gottfried Tauber kam nach dem gewöhnlichen Schulbesuch 1781, im Alter von 15 Jahren, auf das Gymnasium (heute: Friedrichgymnasium) in Altenburg, dort waren seine Lehrer Samuel Benjamin Reichel, Christian Friedrich Borner († 1814), Christian Heinrich Lorenz (1745–1800) und Johann Friedrich August Döhler († 1812).
Er fand im Kammerpräsidenten Hans Wilhelm von Thümmel einen Wohltäter, auf dessen Empfehlung er vom Herzog Ernst II. von Sachsen-Gotha-Altenburg ein Stipendium erhielt, sodass er sich 1792 an der Universität Leipzig zu einem naturwissenschaftlichen Studium immatrikulieren konnte. An der Universität besuchte er unter anderem die Vorlesungen von Carl Friedrich Hindenburg, der ihn auch zu seinem Amanuensis machte, sowie die Philosophievorlesungen bei Karl Adolph Caesar, Karl Heinrich Heydenreich und Ernst Platner, Naturgeschichte und Mineralogie bei Christian Friedrich Ludwig, Botanik bei Johann Hedwig und Chemie bei Christian Gotthold Eschenbach. 1798 erhielt er von der Philosophischen Fakultät der Universität Leipzig das Magisterdiplom.

### Berufliches Wirken
1800 wurde Gottfried Tauber durch den Magistrat der Stadt Leipzig als Lehrer der Mathematik an der Thomasschule angestellt, die bis dahin noch keinen Mathematiklehrer hatte; im gleich Jahr gründete er das Optisch-Oculistische Institut, in dem er ein physikalisches Magazin aufbaute, das aus allen Arten mathematischer, physikalischer, astronomischer, optischer […] Instrumente bestand, die unter seiner Aufsicht gebaut wurden.
1808 gab er das Lehramt wieder auf, um seinen Lebensunterhalt mit dem Handel von verschiedenen Produkten in seinem Institut zu verdienen, indem er dort unter anderem auch Brillengläser herstellte. Nach seinem Tagebuch konnte er in der Zeit von 1811 bis 1818, ... 2130 Personen, deren Augen ich früher untersucht und sie mit Gläsern bedient hatte, konnte ich wegen merklicher Besserung ihrer Sehkraft wieder schwächer wirkende Gläser in ihre Lorgnetten und Brillen einsetzen und unter diesen befanden sich 460, welche bei Tage wieder gänzlich ohne Hülfe lesen konnten. Von 160 Personen, in deren künstliche Sehwerkzeuge ich, wegen Zunahme des Gesichts, einigemal schwächer wirkende Gläser eingesetzt hatte, erfuhr, daß sie dieser Hülfe nicht mehr bedurften; 64 Leidende, deren Augen so sehr vernächlässigt und verdorben waren, daß sie durch gar kein Glas mehr lesen konnten, lernten durch meine Behandlung, mit Hülfe meiner Gläser, vollkommen wieder lesen und 82 Personen, welche durch den Gebrauch nicht passender und schlechter Gläser, durch zu stark blendendes oder zu schwaches Licht, durch Anwendung solcher Staubbrillen, welche die wohltätige Einwirkung der Luft, so wie die regelmäßige Ausdünstung störten, durch fehlerhafte Diät und durch andere Veranlassung entzüdete, doppelgesichtige, schielende Augen und ein mattes Gesicht bekommen hatten, erhielten ihr reguläres Gesicht wieder.
Er beschäftigte sich mit weiteren Verbesserungen und Neuerungen und so erfand er unter anderem eine neue Art von Studier- und Arbeitslampen, dazu Buchdrucker- und Setzerlampen, ein tragbares Barometer, eine Tätowierpresse, mit der Schafe an den Ohren dauerhaft und ohne Schmerzen gekennzeichnet werden konnten und ein Mikroskop, um die Güte und Feinheit der Wolle durch ihre Kräuselungen und wellenförmigen Biegungen nach Graden zu bestimmen. Alle seine Verbesserungen und Erfindungen vertrieb er in seinem Institut und wurde dadurch sowohl im In- wie auch im Ausland bekannt.
Nach seinem Tod setzte seine Witwe das Geschäft fort; das von ihm gegründete Geschäft bestand bis Februar 1989.
Er hielt mehrere Vorlesungen in der Leipziger Ökonomische Sozietät sowie Vorträge über Experimentalphysik vor Zuhörern aus den gebildeten Ständen.

## Mitgliedschaften
- Gottfried Tauber war Ehrenmitglied der Leipziger Ökonomischen Sozietät.[5]
- Er gehörte als Mitglied der Naturforschenden Gesellschaft zu Leipzig an.[6]
- Er war Mitglied der Freimaurer in der Leipziger St. Johannis-Loge Apollo.[7]

## Schriften (Auswahl)
- Beschreibung des Instituts und Briefverkehr.
- Anweisung wie auch auswärtige Personen aus dem Optisch-Oculistischen Institute zu Leipzig mit Zuverlässigkeit solche Augengläser bekommen können, durch welche sie wenigstens auf die Erhaltung, meistens aber auch die Besserung der Sehkraft so viel Anspruch machen dürfen, als es die darauf Einfluß habenden Umstände gestatten. Leipzig: Barth, 1816.
- Anweisung für auswärtige Personen, wie dieselben aus dem Optisch-Oculistischen Institute zu Leipzig Augengläser bekommen können, durch welche sie Verbesserung ihrer Sehkraft zu erwarten berechtigt sind (12. Auflage). Leipzig 1846.